# (6440) Ransome
Pour les articles homonymes, voir Ransome.
(6440) Ransome est un astéroïde de la ceinture principale. Son nom rend hommage à Arthur Ransome,.

## Description
(6440) Ransome est un astéroïde de la ceinture principale. Il fut découvert le 8 septembre 1988 à l'Observatoire Kleť par Antonín Mrkos. Il présente une orbite caractérisée par un demi-grand axe de 2,45 UA, une excentricité de 0,19 et une inclinaison de 2,5° par rapport à l'écliptique.

## Compléments